# إهاب (جلد)
الإِهَاب (بالإنجليزية: hide أو skin)‏ هو جلد حيوان عولِج بهدف الاستخدام البشريّ. يجدر الإشارة إلى أنّ الكلمة hide تتعلَّق بالكلمة الهولنديّة huid والّتي تُشير إلى جلد الثديّات (البشر والحيوانات). تتضمّن الإهَابات التجاريَّة الجلد المدبوغ من الأبقار أو مواشٍ أُخرى، الحَوَر، القاطور، جِلد الحيَّة. كلُّها تستخدم في الأحذية والملابس وموضات وإكسسوارات أخرى. ويستخدم الجلد أيضًا في التنجيد، التصميم الداخلي، تسريج الحصان، لجام الحصان. يُستَحصل على هذا النوع من الجلود عبر الصيد وتعالَج بواسطة حرفيين لكن أغلب الجلد الآن هو مُصَنَّع ومنتشر على نِطاقٍ واسع. تُستَخدَم تانينات مختلفة لهذا الغرض.
أحيانًا، يَشمَل المُصطلح إهَاب الفرو الّذي يُجنى (يُستحصَل عليه) من العديد من الحيوانات كالقطط والعِرسيات والدببة.

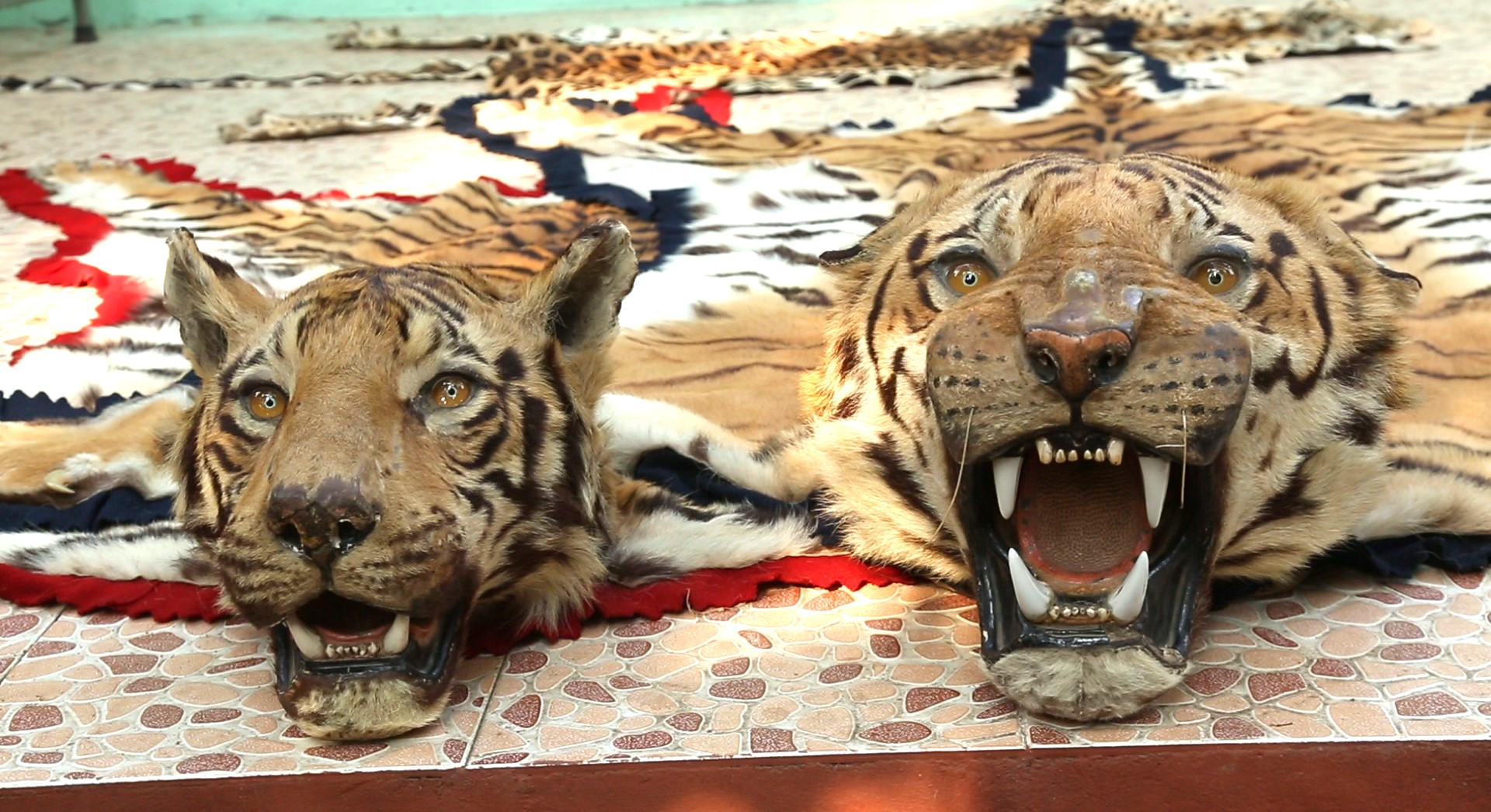
جلد إهاب لنمرين برؤوس محنطة.

## الخِلاف
يحتجّ النّاشطون عُمومًا في مَجال حقوق الحيوان على استخدام إهاب الحيوان للّباس. تتراوح أشكال الاحتجاجات من حَمَلات منظّمة بيتا الّتي شعارها «أُفَضِّل الذّهاب عاريًا على أن أرتدي الفرو»، إلى الصِّدام والفعل المُباشَر مثل أذيّة الفرو بالطلاء الأحمر لتزييف الدّم، وُصولًا إلى شعارات مثل «الحِبْر، وليس المِنْك»(المِنْك: حَيَوانٌ قارِضٌ مِنَ السَمُّورِيَّات).